# Sport Club Suzzara 1987-1988
Questa voce raccoglie le informazioni riguardanti lo Sport Club Suzzara nelle competizioni ufficiali della stagione 1987-1988.

## Rosa
| N. |                   | Ruolo | Calciatore         |
| -- | ----------------- | ----- | ------------------ |
|    | Italia (bandiera) |       | Bergamini          |
|    | Italia (bandiera) | C     | Paolo Biancardi    |
|    | Italia (bandiera) | D     | Roberto Bonvicini  |
|    | Italia (bandiera) | D     | Rizieri Buonopane  |
|    | Italia (bandiera) | A     | Francesco Codice   |
|    | Italia (bandiera) | A     | Antonino Di Natale |
|    | Italia (bandiera) | D     | Vasco Guerra       |
|    | Italia (bandiera) | D     | Andrea Maggiotto   |
|    | Italia (bandiera) | D     | Andrea Malaguti    |
|    | Italia (bandiera) | P     | Massimo Mantovani  |
|    | Italia (bandiera) | C     | Martino Marangon   |

| N. |                   | Ruolo | Calciatore         |
| -- | ----------------- | ----- | ------------------ |
|    | Italia (bandiera) | D     | Paolo Mauri        |
|    | Italia (bandiera) | D     | Daniele Merlin     |
|    | Italia (bandiera) | C     | Fabio Novelli      |
|    | Italia (bandiera) | C     | Luca Pieri         |
|    | Italia (bandiera) | C     | Francesco Procopio |
|    | Italia (bandiera) | D     | Paolo Stramieri    |
|    | Italia (bandiera) | C     | Diego Turola       |
|    | Italia (bandiera) | C     | Giuseppe Zanni     |
|    | Italia (bandiera) | C     | Stefano Zarattoni  |
|    | Italia (bandiera) | P     | Marco Zuccher      |